# Casillas de Flores
Casillas de Flores es un municipio y localidad española de la provincia de Salamanca, en la comunidad autónoma de Castilla y León. Se integra dentro de la comarca de Ciudad Rodrigo y la subcomarca del Campo de Robledo. Pertenece al partido judicial de Ciudad Rodrigo.
Su término municipal está formado por un solo núcleo de población, ocupa una superficie total de 42,60 km² y según los datos demográficos recogidos en el padrón municipal elaborado por el INE en el año 2017, cuenta con una población de 187 habitantes.

## Símbolos

### Escudo
El escudo heráldico que representa al municipio fue aprobado con el siguiente blasón:

Escudo con un roble de sinople, englandado de oro y surmontado de una cruz florenzada de gules. Bodura de gules cargada en jefe, flancos y punta de cuatro casas de oro, aclaradas de azur y en los cantones cuatro rosas.

### Bandera
El ayuntamiento no ha adoptado aún una bandera para el municipio.

## Geografía
Casillas de Flores estaba antiguamente situada cerca del Puente del Villar y se llamaba Villar de Flores aunque luego fue trasladada a su estado actual.[cita requerida] Se halla situado en el sur de la provincia, lindando con Portugal y muy cerca de la provincia extremeña de Cáceres, cercano a la sierra de Gata y a una zona de grandes robledales de gran belleza ecológica y paisajística. Influenciada por el clima oceánico, aunque dentro de área climática mediterránea, se encuentra cercano el Espacio natural protegido de El Rebollar. Dista unos 30 km de Ciudad Rodrigo, siendo los pueblos más cercanos Fuenteguinaldo (a unos 9 km), Navasfrías (a 11 km) y La Alberguería de Argañán (a 7 km). En Portugal, el pueblo más cercano es Forcalhos, al que se accede por un camino rural, a sólo 8 km. Por otro lado, el río Águeda en el Puente Del Villar se sitúa cercano, a 7 km, accediéndose por una pista forestal.

## Historia

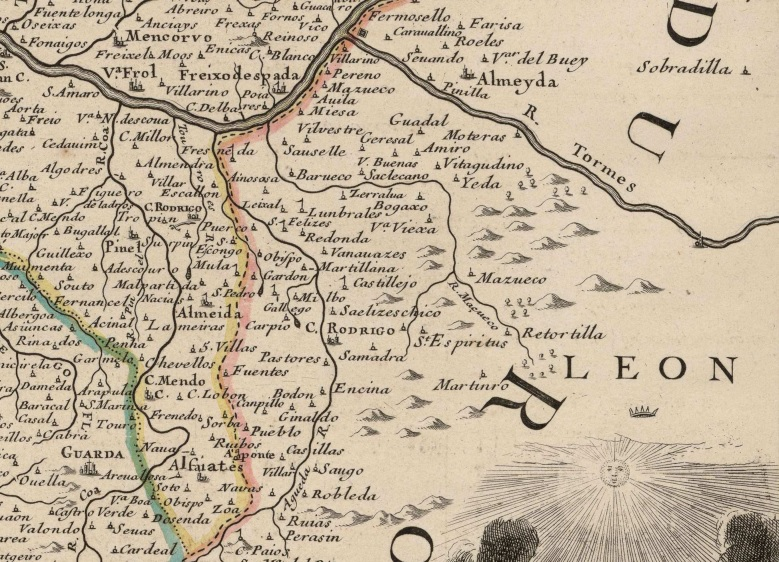
Detalle del oeste salmantino en un mapa del, en el que se puede observar Casillas.

Existen restos prehistóricos, destacando el Dolmen de la Casa del Moro.
Fue fundada por el rey Alfonso VI de León a finales del siglo XI con categoría de Villa, llegando a alcanzar una población de 1600 habitantes. Con la pérdida del Ribacoa por parte de León en 1297 se convirtió en una localidad fronteriza, ya que hasta entonces la frontera luso-leonesa se situaba en el río Coa. Con la creación de las actuales provincias en 1833, Casillas de Flores quedó encuadrado en la provincia de Salamanca, dentro de la Región Leonesa. En la década de 1960 comenzó en las cercanías de la localidad la explotación de las minas de uranio y de estaño, hoy abandonadas pero que propició que la población se duplicara.
Hacia mediados del siglo XIX, el lugar tenía contabilizada una población de 411 habitantes. Aparece descrito en el sexto volumen del Diccionario geográfico-estadístico-histórico de España y sus posesiones de Ultramar de Pascual Madoz de la siguiente manera:

CASILLAS DE FLORES (las): v. con ayunt. en la prov. de Salamanca, part. jud. y dióc. de Ciudad-Rodrigo (5 leg), aud. terr. y c. g. de Valladolid: sit. en un llano á 1/2 leg. de la raya de Portugal: las calles son irregulares, y las casas bajas y poco cómodas: hay salas consistoriales que al propio tiempo sirven de cárcel, escuela de instruccion primaria sin dotacion fija, igl. parr. de entrada (San Mauro Abad) servida por un cura y un sacristan; una ermita llamada del Cristo, y una fuente de buen agua para el surtido del vecindario; confina el térm. por N. con la Puebla de Azaba; E. Guinaldo; S. deh. del Villar y los Mazos, y O. con la raya de Portugal y Albergueria: el terreno tiene algunas hondonadas y valles, y se halla poblado de monte de roble alto y bajo. Los caminos dirigen á los pueblos inmediatos. prod.: bastante centeno, patatas en abundancia, algun lino y pocos garbanzos; hay cria de ganado lanar, vacuno, cerdoso y poco cabrio. ind.: ademas de la agricultura y ganaderia, se ocupan muchos de los hab. en cortar maderas y hacer carbon. pobl.: 95 vec., 411 alm. cap. terr. prod.: 636,550 rs. imp.: 31,827; valor de los puestos públicos 1,402. El presupuesto municipal asciende á 1,500 rs. y se cubre por reparto vecinal.
(Madoz, 1847, p. 68)

## Geografía humana

### Demografía
Cuenta con una población de 168 habitantes (INE 2024).
| Gráfica de evolución demográfica de Casillas de Flores entre 1842 y 2021                                              |
| |
| Población de derecho según los censos de población del INE. Población de hecho según los censos de población del INE. |

## Administración y política
| Partido político                         | 2019  | 2019  | 2019       | 2015  | 2015  | 2015       | 2011  | 2011  | 2011       | 2007  | 2007  | 2007       | 2003  | 2003  | 2003       |
| Partido político                         | %     | Votos | Concejales | %     | Votos | Concejales | %     | Votos | Concejales | %     | Votos | Concejales | %     | Votos | Concejales |
| Partido Popular (PP)                     | 58,42 | 59    | 4          | 45,14 | 79    | 4          | 60,61 | 80    | 4          | 64,74 | 101   | 4          | 73,42 | 116   | 5          |
| Partido Socialista Obrero Español (PSOE) | 26,73 | 27    | 1          | 5,71  | 10    | 1          | 33,33 | 44    | 1          | 28,21 | 44    | 1          | 16,46 | 26    | 0          |

## Cultura

### Fiestas
Las fiestas son el 15 de agosto, siendo el patrón San Mauro. Asimismo, también es fiesta en la localidad el día 3 de mayo en honor a Santa Cruz. 

## Personas destacadas
- José Pinto (1961-2019): ganadero que se dio a conocer tras su paso por los programas televisivos de Saber y Ganar, de La 2, y ¡Boom!, de Antena 3.
- Manuel Sánchez Corbí (1963), jefe de operaciones de la Guardia Civil en la lucha antiterrorista y de la Unidad Central Operativa. A pesar de nacer en Valladolid, él y su familia son naturales de Casillas.
- Isabel Castaño Ledesma. Elegida Miss Región Leonesa en 1935, fue la última mujer que se alzó con dicho título, compitiendo por el título de Miss España, y siendo homenajeado por la Casa Charra de Madrid por dicha elección como miss regional.[8]